# Macario di Kanev
Macario di Kanev (Ovruč, 1605 – 1678) fu archimandrita del monastero di Kaniv ed è venerato come santo dalla Chiesa ortodossa russa che lo ricorda il 7 settembre e il 13 maggio.

## Biografia
Nato a Ovruč, città sita nella regione storica della Volinia ed oggi facente parte dell'oblast' di Žytomyr, da una famiglia dia antica nobiltà, visse nel XVII secolo in una regione dove la forte influenza polacca rendeva estremamente difficoltoso praticare la fede ortodossa.
Tra il 1614 e il 1620 compì il suo percorso di studi nel monastero di Ovruč nel quale, dopo la morte dei suoi genitori, fu ordinato monaco. Secondo le sue agiografie, in tal periodo si distinse in maniera particolare per il fervore della sua fede e per la sua conoscenza dei testi patristici. Trasferito nel 1620 al monastero di Pinsk Kupyatichsk fu lì ordinato ierodiacono e ieromonaco rispettivamente nel 1630 e nel 1632. Nel 1637, a causa della sua fama come uomo di fede, fu nominato egumeno dapprima del monastero di Kupyatichsk e successivamente, grazie ai preziosi servigi prestati al Metropolita di Kiev Mogila, al monastero di Kamenetsk.
Da questo fu trasferito nel 1642, dopo che i cattolici uniati lo ebbero raso al suolo, fino ad approdare, nel 1672, alla guida del monastero di Kaniv. Qui la popolazione ortodossa lo teneva in gran conto poiché lo reputava chiaroveggente e capace di miracoli.
Morì nel 1678 martirizzato dai Tartari, che avevano attaccato e preso il suo monastero. Secondo il racconto del suo martirio dapprima fu selvaggiamente picchiato sul viso con un bastone, quindi gli furono spezzate braccia e gambe con strumenti di ferro e infine, dopo essere stato appeso tra due colonne, fu decapitato.

## Culto
Le sue reliquie furono riesumate nel 1688 e poste inizialmente nella Cattedrale dell'Ascensione nella città di Perejaslavl' e dal 1965, dopo aver subito un gran numero di traslazioni, sono state poste nella chiesa della natività della Vergine a Cherkassa.